# Moëslains
Moëslains [mwalɛ̃] est une commune française située dans le département de la Haute-Marne, en région Grand Est.

## Géographie
Moëslains est un village situé à 5 km à l'ouest de Saint-Dizier, en aval de la Marne.
| Laneuville-au-Pont               |           | Saint-Dizier |
|                                  | Moëslains |              |
| Éclaron-Braucourt-Sainte-Livière |           | Valcourt     |

### Hydrographie
La commune est dans la région hydrographique « la Seine de sa source au confluent de l'Oise (exclu) » au sein du bassin Seine-Normandie. Elle est drainée par la Marne et le canal d'Amenée du Barrage Réservoir Marne,.
La Marne  prend sa source sur le plateau de Langres, dans la commune de Saints-Geosmes (Haute-Marne) et se jette dans la Seine entre Charenton-le-Pont et Alfortville (Val-de-Marne) dans le quartier de Conflans-l'Archevêque. 
Le canal d'amenée du Barrage-réservoir Marne est un canal, chenal et un cours d'eau naturel non navigable de 19 km reliant Saint-Dizier à Giffaumont-Champaubert où il se jette dans le canal de restitution. 

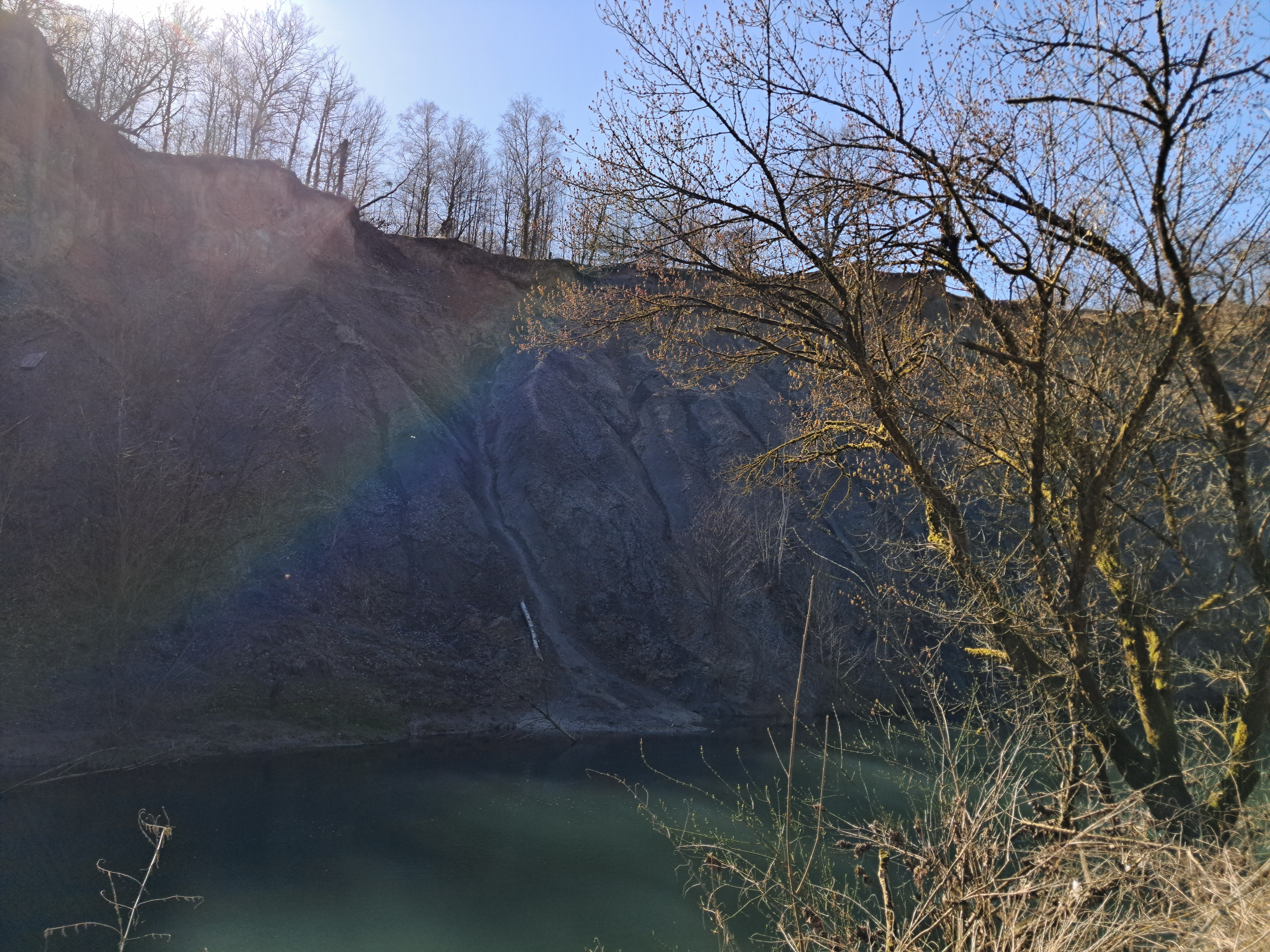
Les côtes noires, falaise au bord de la Marne à Moëslains

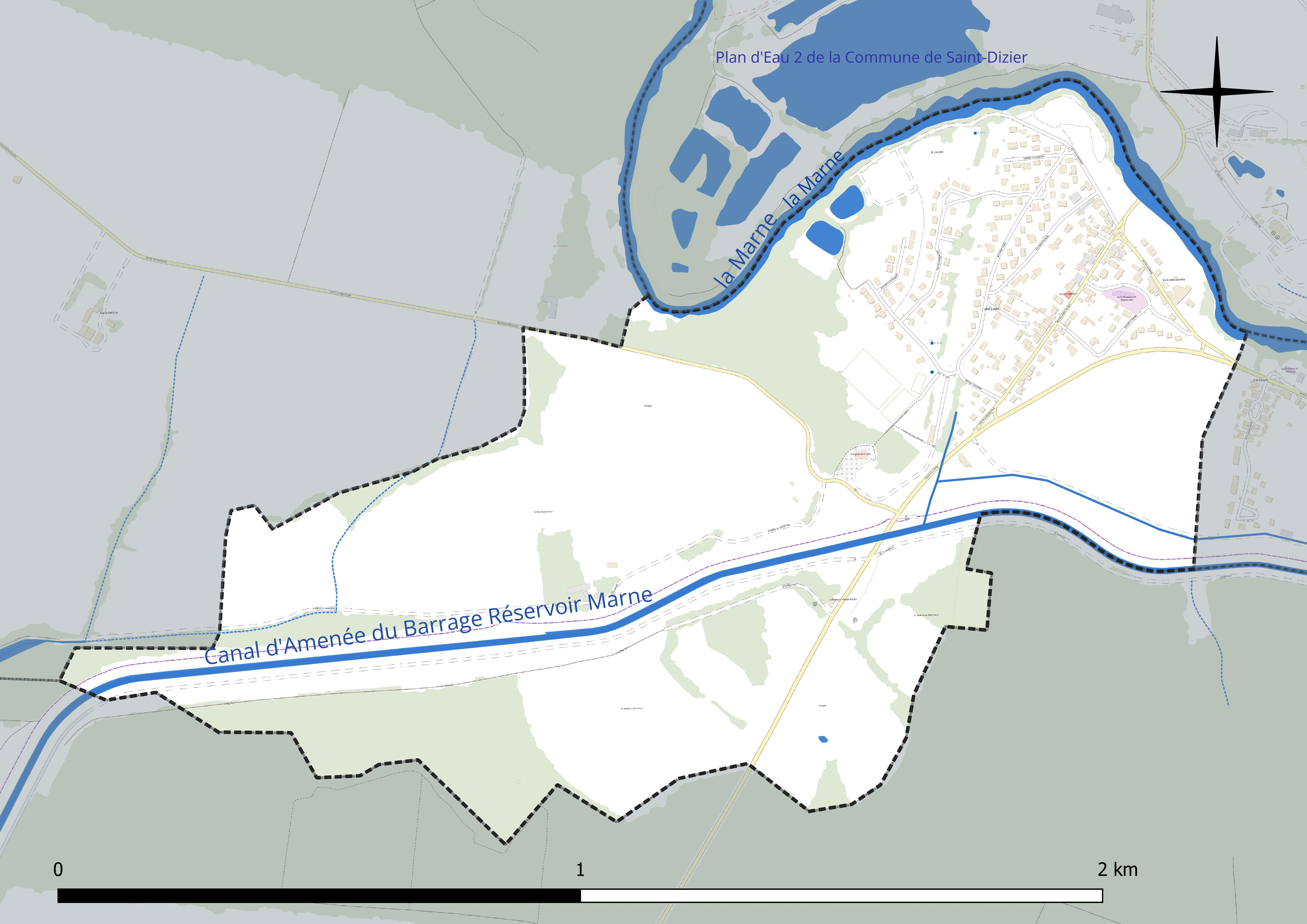
Réseau hydrographique de Moëslains.

### Climat
Pour des articles plus généraux, voir Climat du Grand Est et Climat de la Haute-Marne.
En 2010, le climat de la commune est de type climat des marges montargnardes, selon une étude du Centre national de la recherche scientifique s'appuyant sur une série de données couvrant la période 1971-2000. En 2020, Météo-France publie une typologie des climats de la France métropolitaine dans laquelle la commune est exposée à un climat océanique altéré et est dans la région climatique  Lorraine, plateau de Langres, Morvan, caractérisée par un hiver rude (1,5 °C), des vents modérés et des brouillards fréquents en automne et hiver. 
Pour la période 1971-2000, la température annuelle moyenne est de 10,5 °C, avec une amplitude thermique annuelle de 15,7 °C. Le cumul annuel moyen de précipitations est de 885 mm, avec 12,9 jours de précipitations en janvier et 9,1 jours en juillet. Pour la période 1991-2020, la température moyenne annuelle observée sur la station météorologique de Météo-France la plus proche, « Saint-Dizier », sur la commune de Saint-Dizier à 5 km à vol d'oiseau, est de 11,6 °C et le cumul annuel moyen de précipitations est de 794,5 mm. 
La température maximale relevée sur cette station est de 41,4 °C, atteinte le 25 juillet 2019 ; la température minimale est de −22,5 °C, atteinte le 14 février 1956,,. 
Les paramètres climatiques de la commune ont été estimés pour le milieu du siècle (2041-2070) selon différents scénarios d'émission de gaz à effet de serre à partir des nouvelles projections climatiques de référence DRIAS-2020. Ils sont consultables sur un site dédié publié par Météo-France en novembre 2022.

## Urbanisme

### Typologie
Au 1er janvier 2024, Moëslains est catégorisée bourg rural, selon la nouvelle grille communale de densité à sept niveaux définie par l'Insee en 2022.
Elle appartient à l'unité urbaine de Saint-Dizier, une agglomération inter-départementale regroupant six  communes, dont elle est une commune de la banlieue,,. Par ailleurs la commune fait partie de l'aire d'attraction de Saint-Dizier, dont elle est une commune de la couronne,. Cette aire, qui regroupe 72 communes, est catégorisée dans les aires de 50 000 à moins de 200 000 habitants,.

### Occupation des sols
L'occupation des sols de la commune, telle qu'elle ressort de la base de données européenne d’occupation biophysique des sols Corine Land Cover (CLC), est marquée par l'importance des territoires agricoles (64,7 % en 2018), une proportion identique à celle de 1990 (64,7 %). La répartition détaillée en 2018 est la suivante : 
terres arables (64,7 %), forêts (18,2 %), zones urbanisées (16 %), mines, décharges et chantiers (1 %), zones humides intérieures (0,1 %). L'évolution de l’occupation des sols de la commune et de ses infrastructures peut être observée sur les différentes représentations cartographiques du territoire : la carte de Cassini (XVIIIe siècle), la carte d'état-major (1820-1866) et les cartes ou photos aériennes de l'IGN pour la période actuelle (1950 à aujourd'hui).

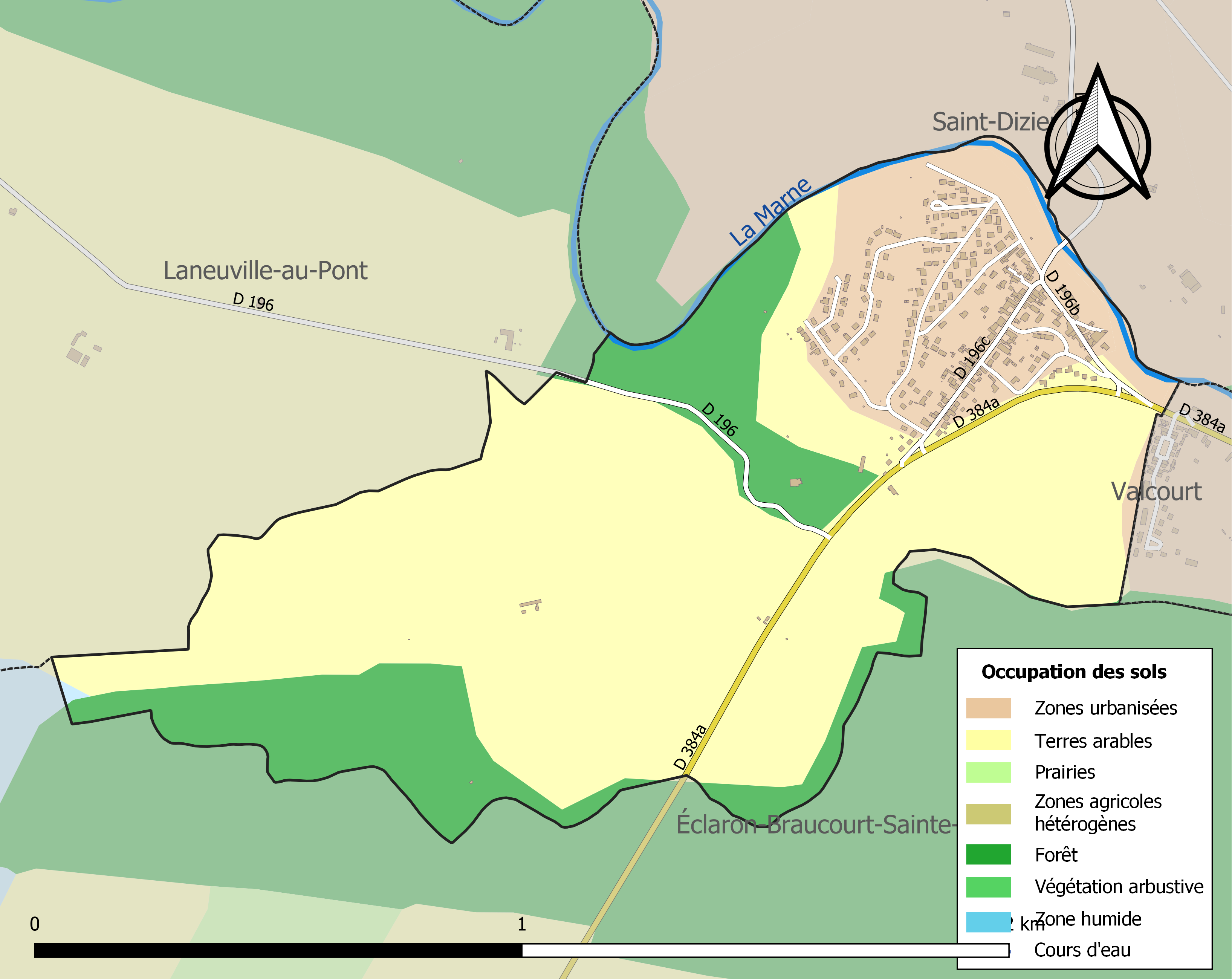
Carte des infrastructures et de l'occupation des sols de la commune en 2018 (CLC).

## Histoire
Il existait un château de Moëlain, construit lors de la seconde moitié du XIe, où le seigneur était Vitier de Moëslains qui, de retour de Terre-Sainte fit construire une chapelle dédiée au saint Sépulcre sur le lieu d'ermitage de Saint Louvent. En 1200, la seigneurie dépendait de la châtellenie de Rosnay donc du comté de Vertus.

## Politique et administration
| Période                                  | Période  | Identité          | Étiquette | Qualité |
| ---------------------------------------- | -------- | ----------------- | --------- | ------- |
| mars 2001                                | 2014     | Claudette Vanneau |           |         |
| 2014                                     | En cours | Michel Hurson     |           |         |
| Les données manquantes sont à compléter. |          |                   |           |         |

## Population et société

### Démographie

#### Évolution démographique
L'évolution du nombre d'habitants est connue à travers les recensements de la population effectués dans la commune depuis 1793. Pour les communes de moins de 10 000 habitants, une enquête de recensement portant sur toute la population est réalisée tous les cinq ans, les populations de référence des années intermédiaires étant quant à elles estimées par interpolation ou extrapolation. Pour la commune, le premier recensement exhaustif entrant dans le cadre du nouveau dispositif a été réalisé en 2005.

En 2022, la commune comptait 461 habitants, en évolution de +7,21 % par rapport à 2016 (Haute-Marne : −4,62 %, France hors Mayotte : +2,11 %).
| 1793 | 1800 | 1806 | 1821 | 1831 | 1836 | 1841 | 1846 | 1851 |
| ---- | ---- | ---- | ---- | ---- | ---- | ---- | ---- | ---- |
| 263  | 264  | 227  | 230  | 268  | 270  | 266  | 253  | 254  |

| 1856 | 1861 | 1866 | 1872 | 1876 | 1881 | 1886 | 1891 | 1896 |
| ---- | ---- | ---- | ---- | ---- | ---- | ---- | ---- | ---- |
| 247  | 235  | 218  | 189  | 182  | 204  | 177  | 158  | 174  |

| 1901 | 1906 | 1911 | 1921 | 1926 | 1931 | 1936 | 1946 | 1954 |
| ---- | ---- | ---- | ---- | ---- | ---- | ---- | ---- | ---- |
| 138  | 121  | 161  | 158  | 161  | 147  | 156  | 172  | 202  |

| 1962 | 1968 | 1975 | 1982 | 1990 | 1999 | 2005 | 2006 | 2010 |
| ---- | ---- | ---- | ---- | ---- | ---- | ---- | ---- | ---- |
| 241  | 252  | 468  | 540  | 606  | 530  | 494  | 486  | 440  |

| 2015 | 2020 | 2022 | - | - | - | - | - | - |
| ---- | ---- | ---- | - | - | - | - | - | - |
| 432  | 453  | 461  | - | - | - | - | - | - |

## Lieux et monuments
- La Chapelle Saint-Aubin du XVIe siècle, classée Monument Historique en 1862. Elle contient deux statues classées : une Vierge à l'Enfant du XVIe et une statue de saint Aubin du XVIIIe.

## Héraldique
| Blason de Moëslains | Blason  | Coupé émanché de deux pièces: au 1 de gueules au léopard d'or, au 2 d'azur à deux crosserons adossés d'argent. |
| Blason de Moëslains | Détails | Créé par JF Binon. Adopté le 9 novembre 2015                                                                   |